# روي ساندرز
روي ساندرز (بالإنجليزية: Roy Sanders)‏ هو سياسي أمريكي، ولد في 14 فبراير 1904 في مقاطعة وين في الولايات المتحدة، وتوفي في 25 ديسمبر 1976 في واينفيلد في الولايات المتحدة. حزبياً، نشط في الحزب الديمقراطي. وقد انتخب عضو مجلس نواب لويزيانا.